# Aprilia Tuono 1000R
Aprilia Tuono 1000R je motocykl kategorie naked bike, vyvinutý italskou společností Aprilia, vyráběný v letech 2006-2011. Předchůdcem byl model Aprilia RSV Tuono, vyráběný v letech 2002–2005, nástupcem se stal model Aprilia Tuono V4 R. Vychází ze sportovního modelu RSV.

## Historie
Motor, použitý i u RSV, je dvouválec V60° od firmy Rotax. Standardně je montován tlumič řízení.

## Technické parametry
- Rám: páteřový z lehkých slitin
- Suchá hmotnost: 185 kg
- Pohotovostní hmotnost: 203 kg
- Nejvyšší rychlost: 250 km/h
- Spotřeba paliva: 7 l/100 km